# Tên lửa đất đối đất

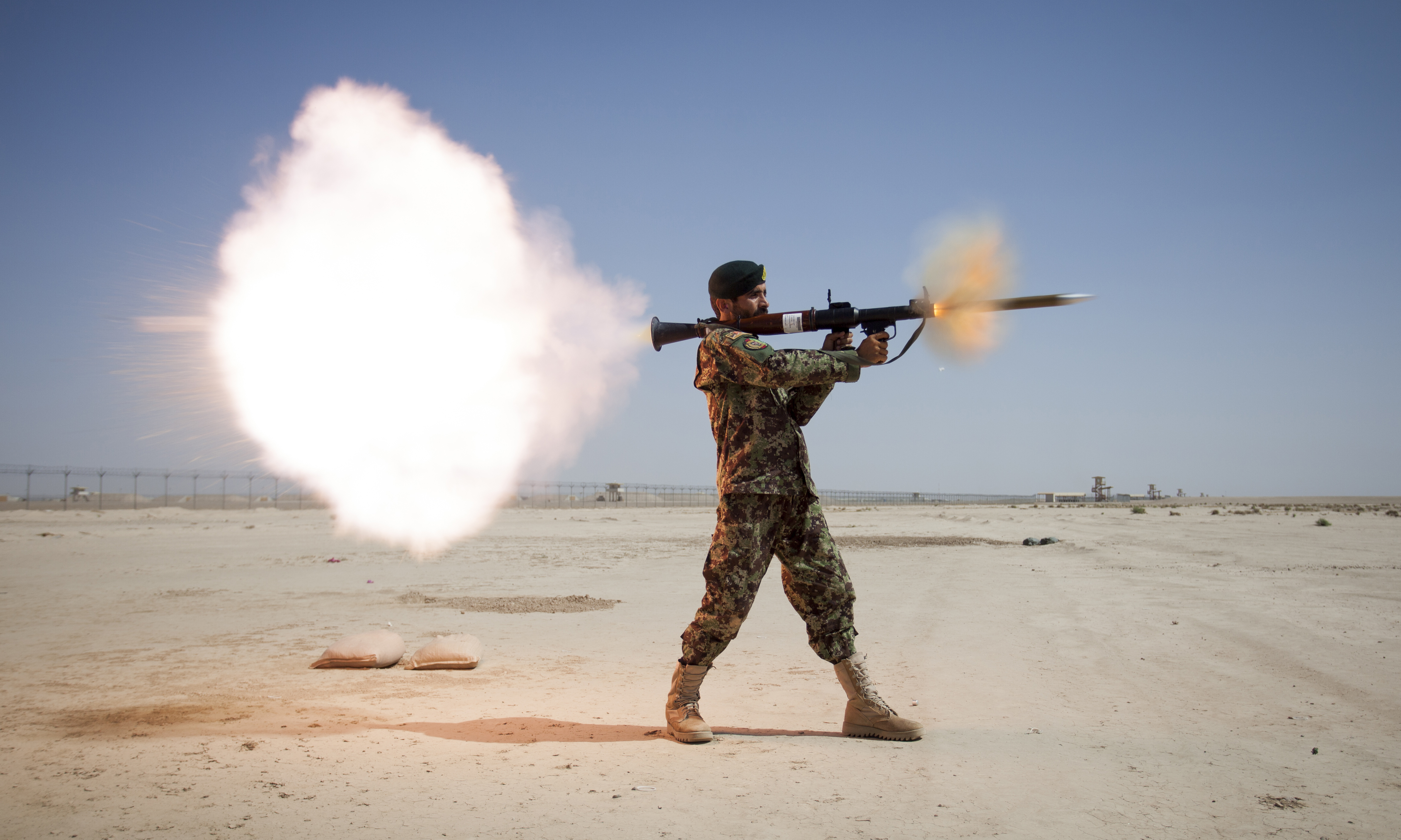
Một chiến sĩ ANA đang sử dụng tên lửa vác vai

Tên lửa đất đối đất (tiếng Anh là: surface-to-surface missile hay SSM) là tên lửa được phóng từ các ống phóng vác vai, từ phương tiện, từ các vị trí cố định hoặc từ tàu. Chúng được phóng đi nhờ động cơ rocket (khác với động cơ phản lực) hoặc bằng thuốc phóng. Chúng thường có cánh đuôi hoặc các cánh trên thân để chỉnh hướng và tăng tính ổn định trong hành trình bay. Một số loại tên lửa có tốc độ cao hoặc tầm bắn ngắn sử dụng sức nâng bề mặt cho việc tạo ra lực nâng cho tên lửa hoặc bay theo một quỹ đạo đạn đạo nhất định.
Hầu hết các tên lửa đất đối đất hiện đại đều được dẫn hướng. Các tên lửa đất đối đất không được dẫn hướng thường được đề cập như là một rốc két (Ví dụ: RPG-7 hay M72 LAW là một súng chống tăng hoặc rocket chống tăng còn BGM-71 TOW hay AT-2 Swatter là tên lửa chống tăng có điều khiển
Các loại tên lửa đối đất hiện nay đa phần đều có độ chính xác cao, tốc độ cao, một số còn có quỹ đạo bay phức tạp, có khả năng cơ động cao.

## Danh sách tên lửa đất đối đất
● MGM-140 ATACMS 
● PrSM
● BGM-109 Tomahawk
● 3M-54 Kalibr